# Supercoppa olandese 2021 (pallavolo maschile)
La Supercoppa olandese 2021 si è svolta il 26 settembre 2021: al torneo hanno partecipato due squadre di club olandesi e la vittoria finale è andata per la nona volta alla Dynamo Apeldoorn.

## Regolamento
Le squadre hanno disputato una gara unica.

## Squadre partecipanti
| Squadra          | Qualificazione                           |
| ---------------- | ---------------------------------------- |
| Dynamo Apeldoorn | Vincitrice Eredivisie 2020-21            |
| Lycurgus         | Vincitrice Coppa dei Paesi Bassi 2020-21 |

## Torneo
| 26 settembre 2021 Draisma Dynamo Arena, Apeldoorn Durata: ? - Spettatori: ? | Dynamo Apeldoorn | 3 - 0 | Lycurgus | 25-17, 25-19, 25-23 |